# Jacob Grimm

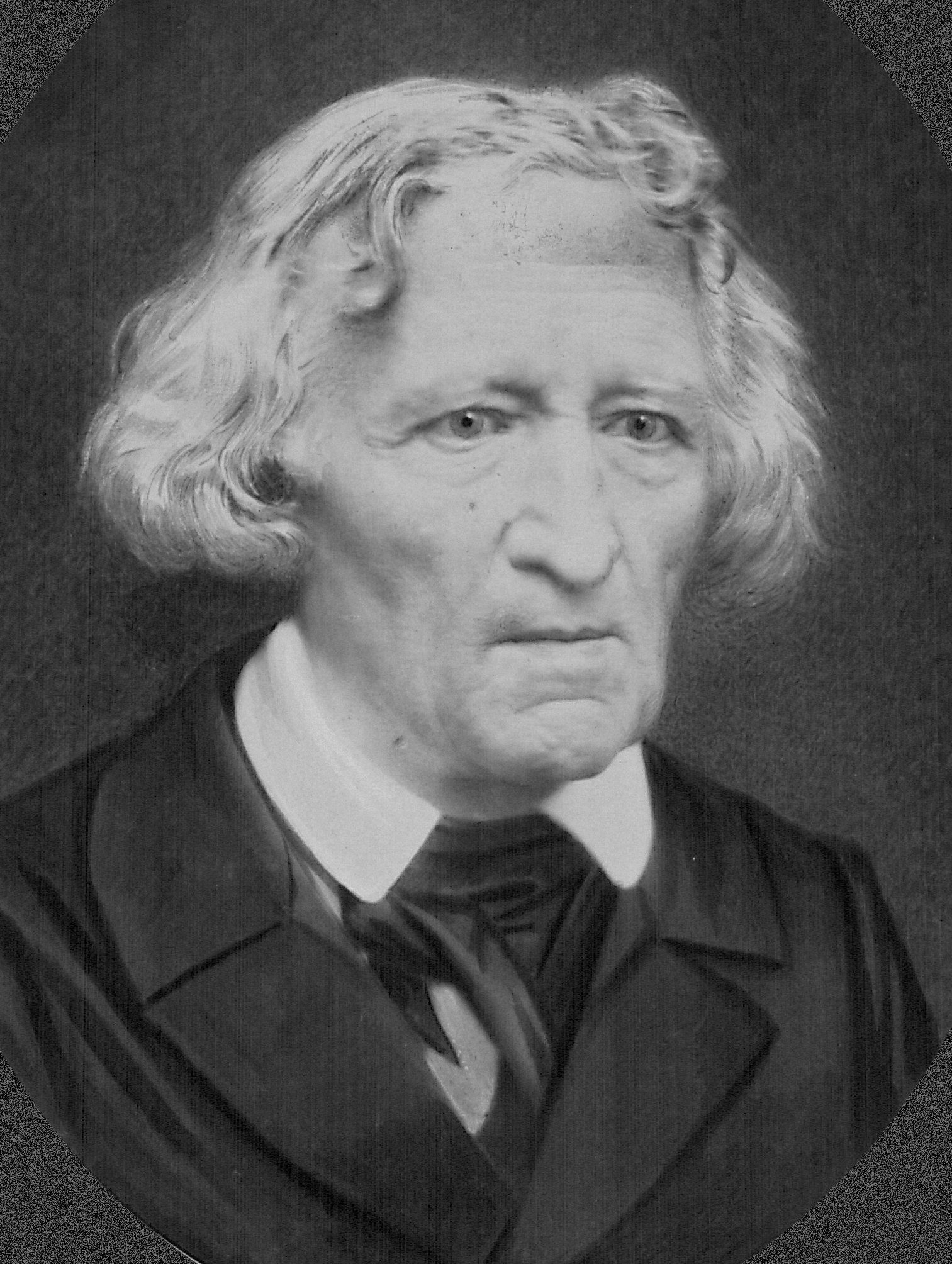
Jacob Grimm (1857)

Jacob Ludwig Karl Grimm (auch: Jakob und Carl; * 4. Januar 1785 in Hanau; † 20. September 1863 in Berlin) war ein deutscher Sprach- und Literaturwissenschaftler. Er gilt als Begründer der deutschen Philologie und Altertumswissenschaft. Sein Lebenslauf und Werk sind eng mit denen seines ein Jahr jüngeren Bruders Wilhelm Grimm verbunden, worauf die oft gebrauchte Bezeichnung Brüder Grimm hinweist.

## Leben

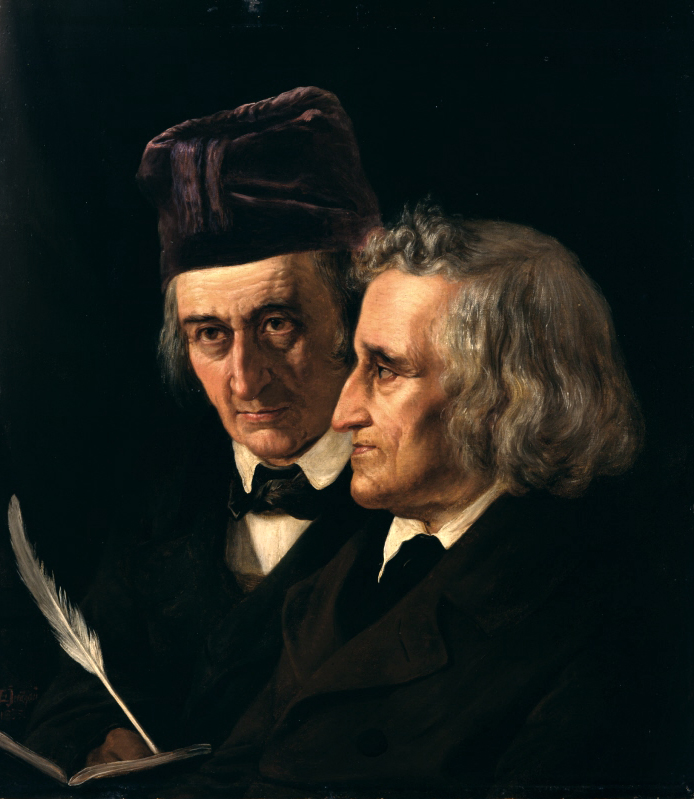
Links Wilhelm Grimm, rechts Jacob Grimm. Ölgemälde von Elisabeth Jerichau-Baumann (1855), Nationalgalerie Berlin

Jacob Grimm verbrachte seine Jugend in Steinau an der Straße, wohin sein Vater Philipp Wilhelm Grimm 1791 als Amtmann versetzt worden war, und besuchte ab 1798 mit seinem Bruder Wilhelm das Friedrichsgymnasium in Kassel.
1802 schrieb er sich an der Universität Marburg ein, wo er bei Friedrich Carl von Savigny Jura studierte. Durch dessen rechtshistorische Forschungen sowie durch Ludwig Wachlers Vorlesungen wurde seine Aufmerksamkeit auf die geschichtliche Entwicklung der deutschen Sprache und Literatur gerichtet. Als Savigny 1804 wegen wissenschaftlicher Forschungen (betreffend das römische Recht im Mittelalter) nach Paris ging, ließ er Grimm nachkommen. Dieser wurde jedoch bald der juristischen Studien überdrüssig und gab in Briefen kund, dass er sich künftig der altdeutschen Literatur widmen wolle. Als er im September 1805 nach Kassel, dem Wohnort seiner Mutter, zurückgekehrt war, erlangte er einen Posten beim Kriegskollegium, das aber wegen der französischen Besetzung der Stadt noch vor Ablauf eines Jahres aufgelöst wurde.
Nach dem Tod der Mutter 1808 musste Jacob Grimm die Familie ernähren. Er wurde Bibliothekar Jérôme Bonapartes, des Königs von Westphalen. Im Februar 1809 wurde er außerdem zum Beisitzer im Staatsrat ernannt. Die Muße, die ihm die amtlichen Geschäfte ließen, verwendete er auf das Studium der altdeutschen Poesie und Sprache. Seit 1806 hatte er gemeinsam mit seinem Bruder Wilhelm sowie dem Kreis um seinen in Westfalen ansässigen Freund Werner von Haxthausen Märchen gesammelt, die nun bearbeitet und herausgegeben wurden. Auch an der Volksliedsammlung Des Knaben Wunderhorn von Achim von Arnim und Clemens Brentano war er beteiligt.
Nach der Wiederherstellung des Kurfürstentums Hessen verlor Grimm seine Stelle als Privatbibliothekar des Königs Jérôme. Er wurde jedoch in den diplomatischen Dienst des zurückgekehrten Kurfürsten übernommen. 1814/1815 war er kurhessischer Legationssekretär beim Wiener Kongress. Dort gründete er mit Gleichgesinnten im Gasthaus Zum Strobelkopf in der Straße Wollzeile die „Wollzeilergesellschaft“. Kurzzeitig verhandelte er in Paris über die Rückführung geraubter Kunstschätze nach Hessen und Preußen.
In dieser Zeit begann er mit dem Studium der slawischen Sprachen. 1815 nahm er seinen Abschied als Diplomat, um sich der Literaturgeschichte und Sprachforschung zu widmen. Ein Jahr später wurde er Zweiter Bibliothekar an der Bibliothek zu Kassel (sein Bruder Wilhelm war 1814 dort Sekretär geworden). Sie schlossen sich dort einem literarischen Zirkel im Umfeld der Kurfürstin Auguste an, der sich in Opposition zum regierenden Kurfürsten sah. Auch deshalb wurden die Brüder 1829 nach dem Tod des Oberbibliothekars nicht wie erwartet befördert, sondern mussten sich enttäuscht nach einer neuen Position umsehen.

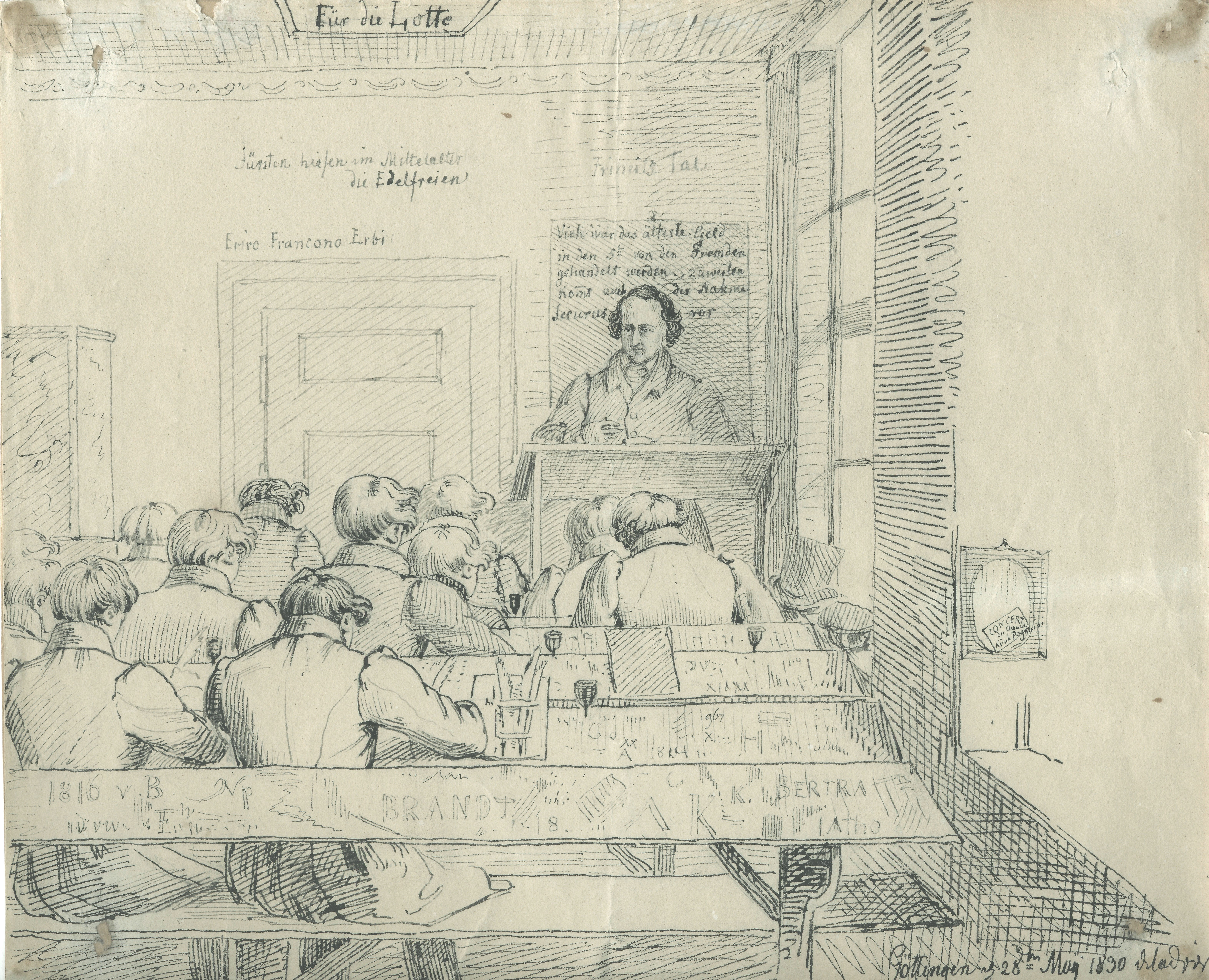
Im Kolleg bei Jacob Grimm, Federzeichnung von Ludwig Emil Grimm Göttingen, 28. Mai 1830, Städtisches Museum Göttingen

1830 erhielt Jacob Grimm eine Professur an der Universität Göttingen, wo er auch als Rechtsbibliothekar tätig war. In den Jahren 1834–1837 hielt er dreimal eine Vorlesung über deutsche Literaturgeschichte, die durch studentische Mitschriften überliefert ist. In Göttingen diente ihm Georg Schulze als sein Amanuensis. Im Dezember 1837 wurde Grimm als Mitverfasser des Protestes der „Göttinger Sieben“ durch den König von Hannover seines Amtes enthoben und des Landes verwiesen.

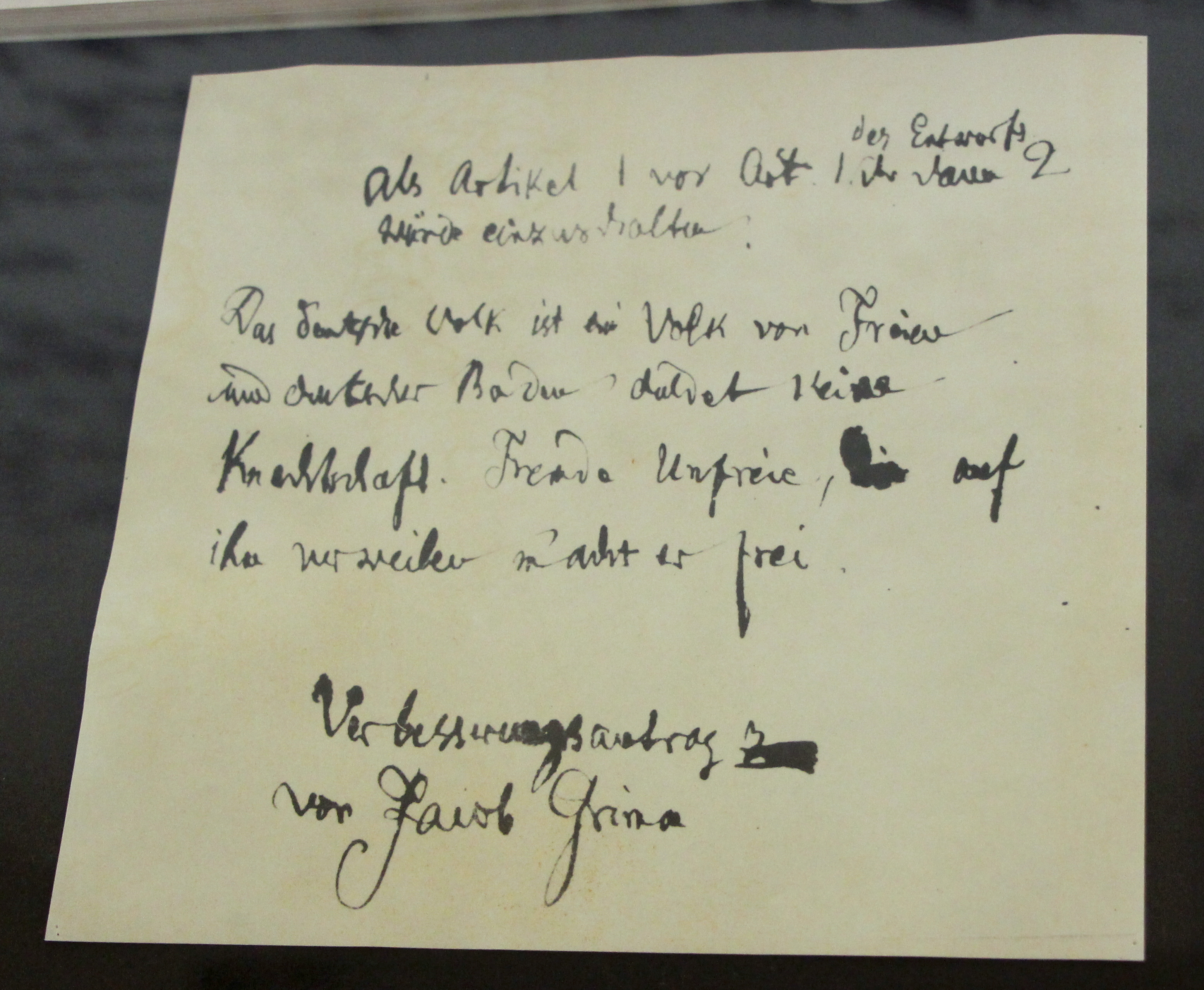
Verbesserungsantrag Grimms für die Grundrechte des deutschen Volkes 1848: „Das deutsche Volk ist ein Volk von Freien und deutscher Boden duldet keine Knechtschaft. Fremde Unfreie, die auf ihm verweilen, macht er frei.“ Der Verbesserungsantrag wurde nicht angenommen.

1841 folgte er dem Ruf des preußischen Königs Friedrich Wilhelm IV. nach Berlin. 1841–1846 wohnt er gemeinsam jeweils mit der Familie seines Bruders Wilhelm Grimm am Rand des Tiergartens in der kurz vorher angelegten Lennéstraße, Nr.8, 1846/1847 näher zu Akademie, Universität und Bibliothek in der Dorotheenstraße Nr. 47 und ab 1847 in der Linkstraße Nr. 7, unmittelbar am damaligen Potsdamer Bahnhof. Er wurde Mitglied der Preußischen Akademie der Wissenschaften mit dem Recht, Vorlesungen an der Friedrich-Wilhelms Universität zu halten. Auf den beiden Germanistenversammlungen 1846 in Frankfurt am Main und 1847 in Lübeck war er tonangebend.
1848 gehörte er dem Vorparlament an. An der Frankfurter Nationalversammlung in der Paulskirche nahm er im Frühjahr 1848 als parteiloser, aber der Casino-Fraktion nahestehender Abgeordneter des preußischen Wahlkreises Essen und Mülheim an der Ruhr (29. Wahlbezirk) teil, wobei er einen Ehrenplatz erhielt. Er sprach über Adel und Orden; außerdem legte er einen Entwurf für den ersten Artikel der Grundrechte vor. Da die Versammlung aber sehr schleppend verlief und die Resultate eher enttäuschend für ihn waren, legte er am 2. Oktober 1848 sein Mandat nieder. Im Juni 1849 nahm er noch am sogenannten Gothaer Nachparlament teil, aber danach hielt er sich aus dem aktiven politischen Leben heraus. 
Im selben Jahr beendete er seine Vorlesungstätigkeit und veröffentlichte in Leipzig seine Geschichte der deutschen Sprache. Seine demokratische Gesinnung behielt er indes bei und nahm, wie sich im privaten Briefaustausch mit Georg Waitz zeigt, geradezu revolutionäre Züge an.
Danach konzentrierte er sich auf die Arbeit am Deutschen Wörterbuch, das den gesamten neuhochdeutschen Sprachschatz von Luther bis Goethe erfassen sollte. Die Arbeiten an diesem gewaltigen Gemeinschaftsprojekt mit seinem Bruder hatten schon 1838 begonnen und wurden auch nach dem Tod der Brüder Grimm bis in die zweite Hälfte des 20. Jahrhunderts fortgesetzt.
Bei der Arbeit an dem Artikel Frucht des Deutschen Wörterbuches starb Jacob Grimm am 20. September 1863. Er wurde auf dem alten St.-Matthäus-Kirchhof in Berlin-Schöneberg neben seinem Bruder bestattet. Das Ehrengrab des Landes Berlin befindet sich im Feld F, F-S-001/004, G1.

## Würdigung

### Bedeutung für die Sprachwissenschaft

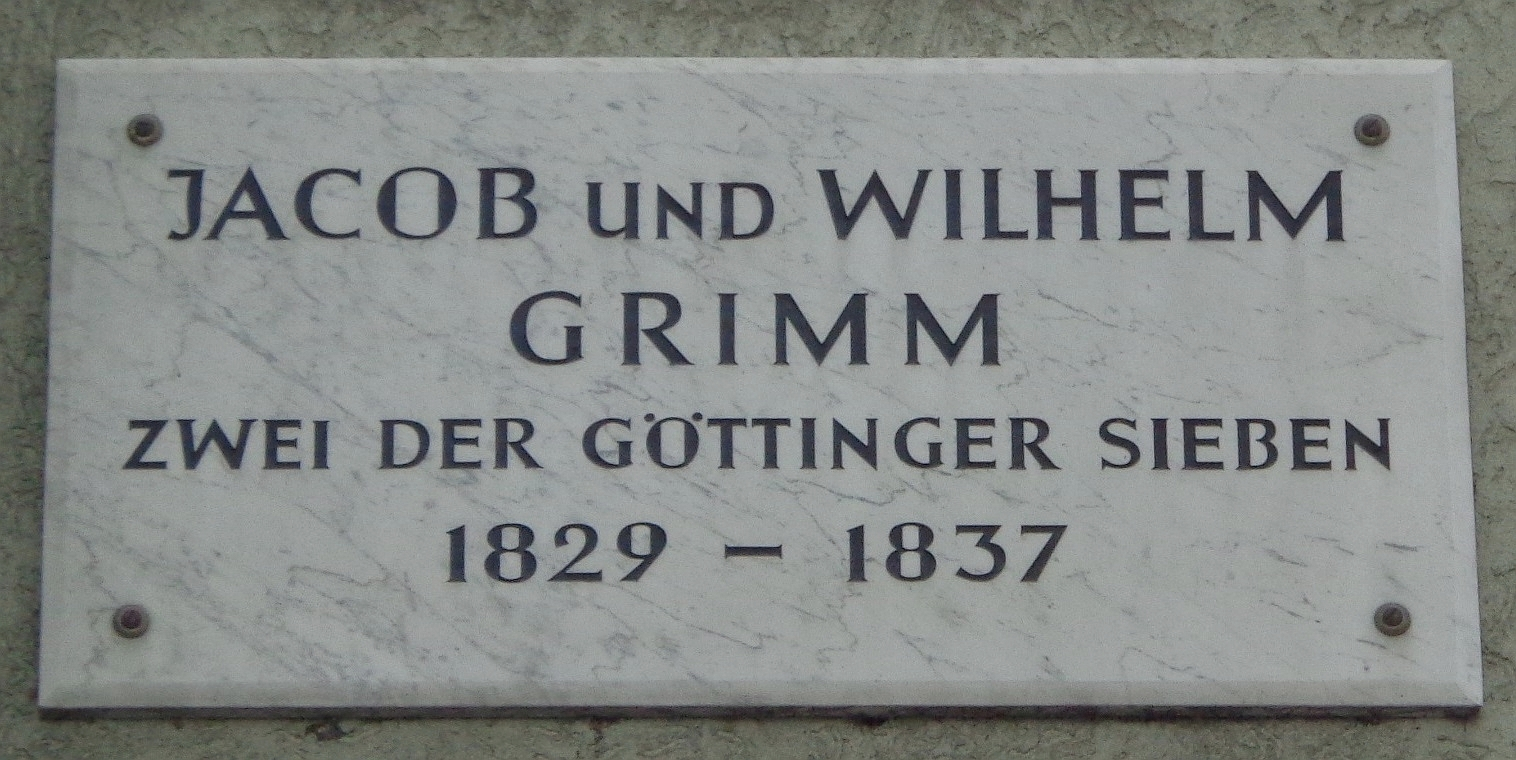
Göttinger Gedenktafel für Jacob und Wilhelm Grimm

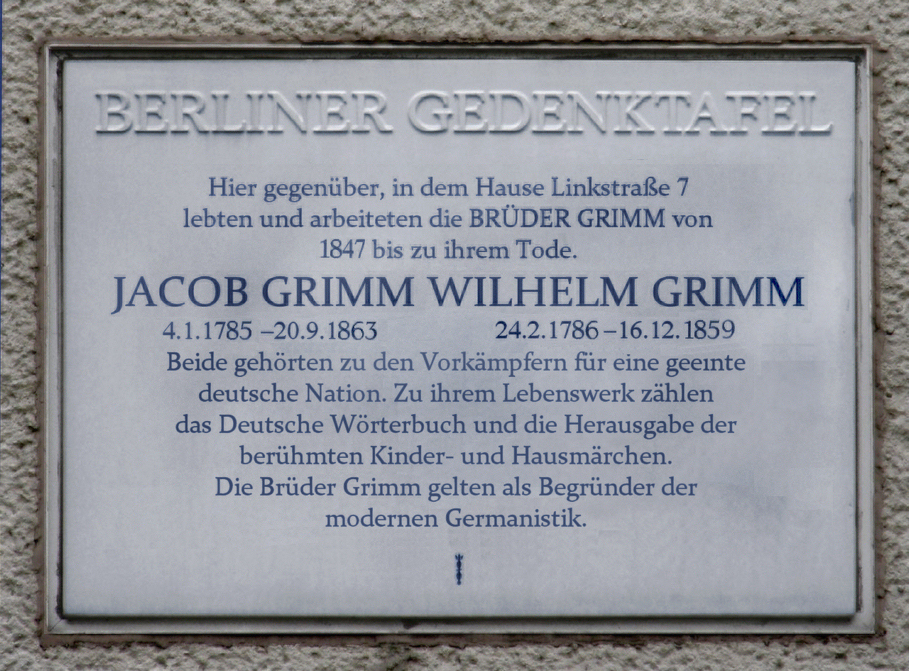
Berliner Gedenktafel am Haus Alte Potsdamer Straße 5, Berlin-Tiergarten

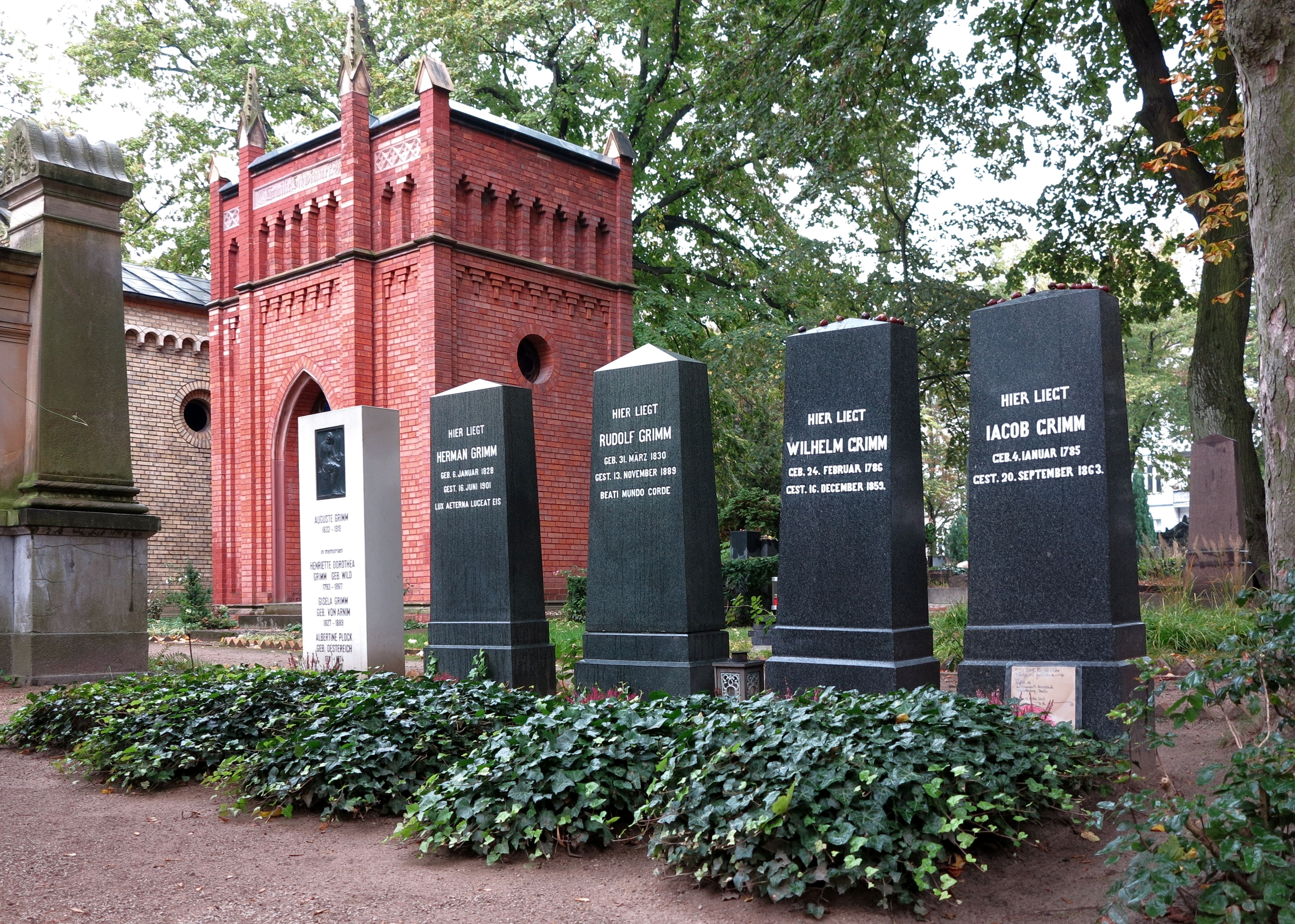
Grabstätte von Jacob und Wilhelm Grimm sowie dreier Kinder Wilhelms auf dem Alten St.-Matthäus-Kirchhof Berlin

Zusammen mit seinem Bruder Wilhelm gilt er als Begründer der germanistischen Altertumswissenschaften, der germanistischen Sprachwissenschaft und der deutschen Philologie. Beiträge wie Über den deutschen Meistergesang (1811) dürfen neben der Forschung Karl Lachmanns als die ersten soliden Bestandsaufnahmen älterer deutscher Literatur gelten. Zur Durchsetzung seiner Positionen pflegte Jacob Grimm einen konfrontativen Stil, der weder Polemik noch die Verunglimpfung von Konkurrenten scheute. Zu den „Gründungsmythen“ der Germanistik gehört etwa der sogenannte „Wissenschaftskrieg“ gegen Friedrich Heinrich von der Hagen und Johann G. G. Büsching.
Berühmt wurden die beiden Brüder Grimm durch ihre gemeinsame Sammlung Kinder- und Hausmärchen der Brüder Grimm (2 Bände, 1812–1815) und das Deutsche Wörterbuch (Lieferungen ab 1838, 1. Band 1854). Die Deutschen Sagen (2 Bände, 1816–1818) sind nach den berühmten Kinder- und Hausmärchen das zweite große Sammelwerk der Brüder Grimm und gelten als die bedeutendste Zusammenstellung ihrer Art.
Jacob Grimm formulierte, nachdem 1811 bereits Rasmus Rask Belege für Lautveränderungen in germanischen Sprachen veröffentlicht hatte, 1822 ein erstes Lautgesetz für die germanischen Sprachen, das als „Erste Lautverschiebung“ bezeichnet wird. In angelsächsischen Ländern spricht man von Grimm's Law, im Französischen sinngemäß von loi de Grimm.
Ein weiteres für die Germanistik wegweisendes Werk ist die 1835 in drei Bänden publizierte Deutsche Mythologie, welche sich auf linguistischem Wege der Lebensweise und Göttersicht nicht nur der Germanen nähert. In der Folge entstanden ähnliche Werke im finno-ugrischen und slawischen Raum. Grimms historisch-vergleichendes Vorgehen schuf auch die Voraussetzungen für die Begründung der romanischen Sprachwissenschaft durch Friedrich Diez.

### Ehrungen
Jacob Grimm war seit dem 31. Mai 1842 Mitglied des preußischen Ordens Pour le Mérite für Wissenschaft und Künste. 1847 wurde er auf Lebenszeit in die französische Académie des Inscriptions et Belles-Lettres gewählt. 1857 wurde er in die American Academy of Arts and Sciences und in seinem Todesjahr 1863 in die American Philosophical Society gewählt.
Nach Jacob Grimm sind ein Gymnasium in Kassel (Jacob-Grimm-Schule), eine gleichnamige Förderschule in Soest und eine Gesamtschule (Jakob-Grimm-Schule) in Rotenburg an der Fulda benannt.

## Nachlass
Teile des Nachlasses (wie beispielsweise Bücher seiner Bibliothek mit Randbemerkungen) liegen in der Staatsbibliothek zu Berlin – Preußischer Kulturbesitz (SBB-PK). Ein weiterer Teil, darunter Briefe von und an die Brüder Jacob und Wilhelm Grimm, verschiedene Manuskriptenkonvolute und vor allem Handexemplare mit handschriftlichen Zusätzen, wird im Nachlass seines Neffen Herman Grimm im Hessischen Staatsarchiv Marburg aufbewahrt. Weitere wichtige Quellen befinden sich im Brüder Grimm-Museum Kassel.

## Schriften (Auswahl)

### Hauptwerke
- Kinder- und Haus-Märchen (Mit Wilhelm Grimm).
  - Bd. 1. Realschulbuchhandlung, Berlin 1812 (Digitalisat und Volltext im Deutschen Textarchiv).
  - Bd. 2. Realschulbuchhandlung, Berlin 1815 (Digitalisat und Volltext im Deutschen Textarchiv).
- Deutsche Sagen (Mit Wilhelm Grimm).
  - Bd. 1. Nicolaische Buchhandlung, Berlin 1816.
  - Bd. 2. Nicolaische Buchhandlung, Berlin 1818.
- Deutsche Grammatik. 1819.
- Deutsche Grammatik. Zweite Ausgabe.
  - Bd. 1. Dieterich, Göttingen 1822 (Digitalisat und Volltext im Deutschen Textarchiv).
  - Bd. 2. Dieterich, Göttingen 1826 (Digitalisat und Volltext im Deutschen Textarchiv).
  - Bd. 4. Dieterich, Göttingen 1836.
- Deutsche Rechts Alterthümer. Göttingen 1828 (Bd. 1, Bd. 2) (später unter dem Titel Deutsche Rechtsaltertümer. 2. Auflage. Göttingen 1854; 4. Auflage. Leipzig 1899, Bd. 1, Bd. 2).
- Deutsche Mythologie. Diederich, Göttingen 1835. Vollständige Ausgabe: Marix Verlag, Wiesbaden 2007, ISBN 978-3-86539-143-8.
- Weisthümer. 7 Bände, Göttingen 1840–1872.
- Geschichte der deutschen Sprache. 2 Bände, Leipzig 1848.
- Deutsches Wörterbuch. 1.–3. Band und 2. Abteilung des 4. Bandes. Leipzig 1854–1863 und 1877 (mit Wilhelm Grimm, Lieferungen seit 1838).

### Weitere Werke
- Über den altdeutschen Meistergesang. Göttingen 1811 (Digitalisat und Volltext im Deutschen Textarchiv).
- mit Wilhelm Grimm: ‚Der arme Heinrich‘ von Hartmann von Aue. Berlin 1815.
- Ad auspicia professionis philosophiae ordinariae in Academia Georgia Augusta rite capienda invitat Jacobus Grimm, phil. et jur. utr. doctor academiae bibliothecarius etc etc, Inest hymnorum veteris ecclesiae XXVI. interpretatio theotisca nunc primum edita. Göttingen 1830.
- Jacob Grimm über seine Entlassung [12. bis 16. Januar 1838]. Mit einem Nachwort von Norbert Kamp und einer editorischen Notiz von Ulf-Michael Schneider. Vandenhoeck & Ruprecht, Göttingen 1985 (= Göttinger Universitätsreden. Band 74), ISBN 3-525-82626-5.
- Über den Namen der Germanisten. In: Verhandlungen der Germanisten zu Frankfurt am Main am 24., 25. und 26. September 1846. Frankfurt am Main 1847, S. 103–105
- Rede auf Wilhelm Grimm und Rede über das Alter. Berlin 1863. Neuausgabe mit Nachbemerkungen von Herman Grimm. Steidl Verlag, Göttingen 2010, ISBN 978-3-86930-177-8.

### Briefwechsel
Briefwechsel der Brüder Jacob und Wilhelm Grimm. Kritische Ausgabe in Einzelbänden:
- Band 1.1: Briefwechsel zwischen Jacob und Wilhelm Grimm. Hrsg. von Heinz Rölleke. Stuttgart 2001, ISBN 3-7776-1109-3.
- Band 1.2: Sagenkonkordanz. Hrsg. von Heinz Rölleke. Stuttgart 2006, ISBN 3-7776-1204-9.
- Band 2: Briefwechsel der Brüder Jacob und Wilhelm Grimm mit Karl Bartsch, Franz Pfeiffer und Gabriel Riedel. Hrsg. von Günter Breuer, Jürgen Jaehrling und Ulrich Schröter. Stuttgart 2002, ISBN 3-7776-1141-7.
- Band 3: Briefwechsel der Brüder Jacob und Wilhelm Grimm mit Gustav Hugo. Hrsg. von Stephan Bialas. Stuttgart 2003, ISBN 3-7776-1145-X.
- Band 4: Briefwechsel der Brüder Jacob und Wilhelm Grimm mit Theodor Georg von Karajan, Wilhelm Wackernagel, Johann Hugo Wyttenbach und Julius Zacher. Hrsg. von Michael Gebhardt, Jens Haustein, Jürgen Jaehrling, Wolfgang Höppner. Stuttgart 2009, ISBN 978-3-7776-1332-1.
- Band 5: Briefwechsel der Brüder Grimm mit den Verlegern des «Deutschen Wörterbuchs» Karl Reimer und Salomon Hirzel. Hrsg. von Alan Kirkness und Simon Gilmour. Stuttgart 2007, ISBN 978-3-7776-1525-7.
- Band 6: Briefwechsel der Brüder Jacob und Wilhelm Grimm mit Rudolf Hildebrand, Matthias Lexer und Karl Weigand. Hrsg. von Alan Kirkness. Stuttgart 2010, ISBN 978-3-7776-1800-5.
- Band 7: Briefwechsel der Brüder Jacob und Wilhelm Grimm mit Gustav Freytag, Moriz Haupt, Heinrich Hoffmann von Fallersleben und Franz Joseph Mone. Hrsg. von Philip Kraut, Jürgen Jaehrling, Uwe Meves und Else Hünert-Hofmann. Stuttgart 2015, ISBN 978-3-7776-2487-7.
- Band 8: Briefwechsel der Brüder Jacob und Wilhelm Grimm mit Johann Martin Lappenberg, Friedrich Lisch und Georg Waitz. Im Anschluss an Wilhelm Braun und Ludwig Denecke hrsg. von Berthold Friemel, Vinzenz Hoppe, Philip Kraut, Holger Ehrhardt und Roman Alexander Barton. Stuttgart 2022, ISBN 978-3-7776-2625-3.

Kasseler Ausgabe (Werke und Briefwechsel der Brüder Grimm)
- Briefe, Band 1: Briefwechsel der Brüder Grimm mit Herman Grimm (einschließlich des Briefwechsels zwischen Herman Grimm und Dorothea Grimm, geb. Wild). Hrsg. von Holger Ehrhardt. Kassel/Berlin 1998, ISBN 3-929633-63-9.
- Briefe, Band 2: Briefwechsel der Brüder Grimm mit Ludwig Hassenpflug (einschließlich der Briefwechsel zwischen Ludwig Hassenpflug und Dorothea Grimm, geb. Wild, Charlotte Hassenpflug, geb. Grimm, ihren Kindern und Amalie Hassenpflug). Hrsg. von Ewald Grothe. Kassel/Berlin 2000, ISBN 3-929633-64-7.